# Peter Thomsen
Peter Thomsen (Flensburgo, 4 de abril de 1961) es un jinete alemán que compitió en la modalidad de concurso completo.
Participó en tres Juegos Olímpicos de Verano, entre los años 1996 y 2012, obteniendo dos medallas de oro en la prueba por equipos: en Pekín 2008 (junto con Frank Ostholt, Andreas Dibowski, Ingrid Klimke y Hinrich Romeike) y en Londres 2012 (con Dirk Schrade, Sandra Auffahrt, Michael Jung e Ingrid Klimke). Ganó una medalla de plata en el Campeonato Europeo de Concurso Completo de 1999.

## Palmarés internacional
| Juegos Olímpicos   | Juegos Olímpicos      | Juegos Olímpicos | Juegos Olímpicos |
| Año                | Lugar                 | Medalla          | Categoría        |
| ------------------ | --------------------- | ---------------- | ---------------- |
| 2008               | Hong Kong (China)     | Medalla de oro   | Por equipos      |
| 2012               | Londres (Reino Unido) | Medalla de oro   | Por equipos      |
| Campeonato Europeo |                       |                  |                  |
| Año                | Lugar                 | Medalla          | Categoría        |
| 1999               | Luhmühlen (Alemania)  | Medalla de plata | Por equipos      |